# فلوریسنت (کلرادو)
فلوریسنت (به انگلیسی: Florissant) یک منطقهٔ مسکونی در ایالات متحده آمریکا است که در شهرستان تلر، کلرادو واقع شده‌است. فلوریسنت ۳٬۵۳۶ نفر جمعیت دارد و ۲٬۴۹۹٫۳۹ متر بالاتر از سطح دریا واقع شده‌است.